# 大阳资圣寺
大阳资圣寺是一座清代古建筑，位于山西省晋城市泽州县大阳镇大阳一分街村。2013年1月，大阳资圣寺公布为晋城市文物保护单位，编号3-80。